# 神宮良一
神宮 良一（じんぐう りょういち、1892年5月30日 - 1957年8月10日）は、日本の医師。熊本市の私立ハンセン病病院の回春病院、国立療養所長島愛生園、国立療養所邑久光明園に勤務した。邑久光明園では園長を務めた。医学博士である。

## 経歴
佐賀県の産婦人科医神宮良明、サノの一人息子であったが、彼は何かの理由で彼は医学校には受験せず、小学校に教員をしていた。同じ学校に勤めていた一歳下の婚約者の励ましもあり、熊本医専に入学したのが1915年（23歳）であった。1918年卒業後、結婚、関釜連絡船船医をつとめ、その後、勤務医を経て、1921年、釜山で産婦人科を開業した。釜山における名士の檜垣直記の影響で、クリスチャンとして洗礼を受けた。当時釜山の道立病院の産婦人科科医長池上五郎が熊本医大の教授になり、研究など便宜をはかっていいと言われたので、熊本にきた。前述の檜垣直記の紹介で、前園長の三宅俊輔が死亡し困っている私立のハンセン病病院、回春病院（ハンナ・リデル設立）の院長に1926年6月に就任。

## ハンセン病に関する業績

### 回春病院での業績

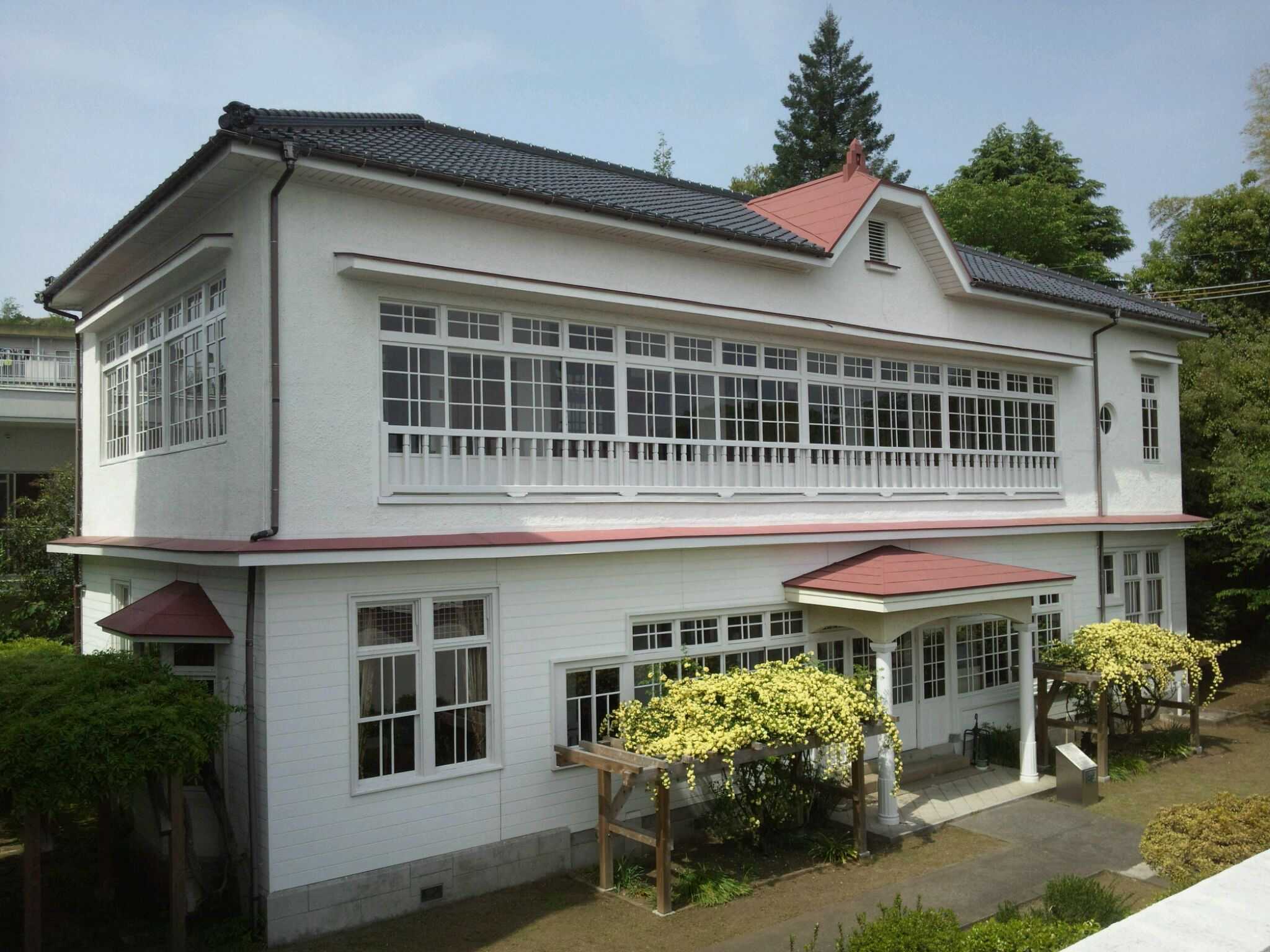
リデル・ライト両女史記念館、以前、熊本初のハンセン病病院、回春病院の研究室であった。神宮の時代は一階のみであった。

回春病院内にある研究所、らい菌研究所所長（1926年（大正15年）6月 - 1933年（昭和8年）12月）であり（内田三千太郎、田村貞亮に続き3代目）で、また、実質的には第2代目の回春病院院長（初代を三宅俊輔として）であった。ハンセン病患者数約70名の回春病院で、患者診察の傍ら、研究所と熊本大学病理学教室で研究を続け、1932年（昭和7年）6月に学位論文を提出し、熊本医科大学で医学博士の称号を受けた。主論文は「諸種塩類と腫瘍発育との関係」で、内容細目として「特に諸種塩類と血糖量体温自律神経機能並に血液像に及ぼす影響と腫瘍発育との関係/正常家兎に於ける諸種塩類と自律神経系との関係」とある。副論文は「らいに於ける血液像」と「気象と神経痛との関係」などであった。特に後者は彼が研究所から近くにある熊本測候所（熊本気象台）の気象のデータと2000回を超える神経痛発作とを1年間比較検討したものである。

### 長島愛生園、邑久光明園において
1933年（昭和8年）12月、国立療養所長島愛生園に移動し、園長光田健輔の指導を受けた。動脈性のらいの変化を研究したという 。1938年（昭和13年）同じ島で、外島保養院の再建として設立された国立療養所邑久光明園の園長を拝命した。患者が亡くなるとせっせと病理解剖をしていた。内科の仕事だけでなく、眼科の診療も行い、また、後に戦死した眼科医保田耕も彼の下に勤務した。1942年（昭和17年）らいの佝僂病性体質論の小笠原登説に対抗して学会で発言している。戦争、戦後も通じて与えられた仕事を忠実につとめた。当時、入所者や職員に、苦労・苦痛を与えたこともあろうが、患者から慕われた記録も残っている。邑久光明園での1942年（昭和17年）から1944年（昭和19年）の個人的日誌が残っていて、戦争中の苦労話が記載されている。1950年（昭和25年）に岡山で行われた第24回日本らい学会を主催している。1957年（昭和32年）8月10日、胃癌に脳出血を併発して永眠。享年65。

### 当時の発表
- らいの硫黄療法 1934年らい学会
- 実験鼠らいの組織学的研究　同
- らいの硫黄療法　第2報　1935年　らい学会
- らい患者の本園入園時の心臓肥大、肝臓脾臓肥大及び蛋白尿の統計的観察　1936年　第9回らい学会

## 風貌、趣味、性格、残した言葉
神宮は極めておだやかな人で、あまり談笑する人ではなかったと「ユーカリの実るを待ちて」の中で内田守は書いている。後には俳句を作り、患者とテニスを楽しんだとある。俳号は六々子、チョビヒゲを生やした真面目な先生で、ほとんど怒った顔をしない。ある人にはクリスチャンの司祭を思いださせた。療養所の雑誌にもあまり書いていないが、いくつか検診旅行の話を書いている。「自分は二人の良き師に恵まれた。一人は回春病院のリデル女史、いま一人は愛生園の光田健輔先生」という言葉を残して逝った。

## 文献
- 内田守『ユーカリの実るを待ちて』リデル・ライト記念老人ホーム　1976.
- 内田守『仁医神宮良一博士小伝 』　九州MTL発行　1971.
- 神宮良一、保田耕、稲葉俊雄、高塚敏夫：「所謂佝僂病性体質論を否定す（第15回日本癩学会総会一般演題。レプラ13: 110_113,1942.
- 神宮良一「気象ト神経痛トノ関係」(Relation between climate and leprous neuralgia) 熊本医学会雑誌、6, 2, 1-35, 1930.
- 櫻井方策『救らいの父　光田健輔の思い出』1974 ルガール社